# 마빈의 방 (영화)
《마빈의 방》(영어: Marvin's Room)은 1996년 개봉한 미국의 드라마 영화이다. 극작가 스콧 맥퍼슨이 쓴 동명 희곡이 원작이며, 맥퍼슨이 직접 쓴 각본을 바탕으로 제리 잭스가 연출하였다. 메릴 스트리프, 리어나도 디캐프리오, 다이앤 키턴, 로버트 드니로, 흄 크로닌, 궨 버던, 핼 스카디노 등이 출연하였다.
베시 역을 연기한 키턴은 1997년 제69회 아카데미상 여우 주연상 후보에 지명되었다. 리 역을 연기한 스트리프는 제54회 골든 글로브상 드라마 영화 부문 여우 주연상 후보에 올랐다.

## 출연진
- 메릴 스트리프 - 리 역
- 리어나도 디캐프리오 - 행크 역
- 다이앤 키턴 - 베시 역
- 로버트 드니로 - 월리 의사 역
- 흄 크로닌 - 마빈 역
- 궨 버던 - 루스 역
- 핼 스카디노 - 찰리 역
- 댄 허데이야 - 밥 역
- 신시아 닉슨 - 양로원장 역
- 마고 마틴데일 - 샬럿 의사 역

## 수상

### 후보
- 제69회 아카데미상 여우 주연상: 다이앤 키턴[3]
- 제54회 골든 글로브상 드라마 영화 부문 여우 주연상: 메릴 스트리프[4]
- 제3회 미국 배우 조합상 영화 부문 캐스트 연기상: 흄 크로닌, 로버트 드니로, 리어나도 디캐프리오, 댄 허데이야, 다이앤 키턴, 핼 스카디노, 메릴 스트리프, 궨 버던[5]
- 제3회 미국 배우 조합상 영화 부문 여우 주연상: 다이앤 키턴
- 제3회 미국 배우 조합상 영화 부문 여우 조연상: 궨 버던

### 수상
- 제20회 모스크바 국제 영화제 대상[6]

## 우리말 녹음
KBS 성우진
- 장유진 - 리(메릴 스트리프)
- 강수진 - 행크(리어나도 디캐프리오)
- 손정아 - 베시(다이앤 키턴)
- 양지운 - 월리 의사(로버트 드니로)
- 조동희 - 밥(댄 허데이야)
- 김정애 - 찰스(핼 스카디노)
- 정기항 - 마빈(흄 크로닌)
- 박민아 - 루스 고모(궨 버던)
- 강연숙 - 샬럿 의사(마고 마틴데일)
- 김정주 - 간호사